# مهدی‌آباد (شهربابک)
مهدی‌آباد روستایی در دهستان دهج بخش دهج شهرستان شهربابک استان کرمان ایران است.

## جمعیت
بر پایه سرشماری عمومی نفوس و مسکن در سال ۱۳۹۵ جمعیت این روستا ۱۶ نفر (۶خانوار) بوده‌است.